# Platen
Platen is een plaats in de gemeente Préizerdaul en het kanton Redange in Luxemburg.
Platen telt 512 inwoners (2001).